# ABS-CBN Sports and Action
ABS-CBN Sports and Action (S+A) è un canale televisivo sportivo filippino, proprietà di ABS-CBN Corporation. È stato lanciato il 18 gennaio 2014, in sostituzione di Studio 23. Il canale opera dal lunedì al sabato dalle 5:00 all'1:00 e la domenica dalle 4:00 all'1:00.